# Kaposvár
Kaposvár é uma cidade e um condado urbano (megyei jogú város em húngaro) da Hungria. Kaposvár é a capital do condado de Somogy.
É conhecida como a cidade das flores: um grande jardim.

Pintores:
Rippl Ronai Jozsef (1861-1927)

Vaszary Janos (1867, Kaposvár - 1939, Budapeste)
Atletas:
Csik Ferenc (natação)
Arquitetura:
Csiky Gergely Theatre
Políticos
Imre Nagy